# Roman Robaszkiewicz
Roman Kajetan Robaszkiewicz (ur. 6 sierpnia 1893 w Zieleźnicy, zm. ?) – kapitan administracji (piechoty) Wojska Polskiego, działacz niepodległościowy, kawaler Orderu Virtuti Militari.

## Życiorys
Urodził się 6 sierpnia 1893 w Zieleźnicy, w ówczesnym powiecie witkowskim Prowincji Poznańskiej, w rodzinie Antoniego i Franciszki z Gnacińskich. Po ukończeniu szkoły powszechnej, a następnie szkoły handlowej w Gnieźnie, rozpoczął pracę jako handlowiec.
13 listopada 1914 został wcielony do armii niemieckiej. W styczniu 1915 został wysłany na front zachodni. Walczył we Flandrii, Szampanii, nad Sommą, Wogezach i pod Verdun. Dwukrotnie ranny, w styczniu i we wrześniu 1916. 15 grudnia 1918 zwolniony z armii wrócił do Wielkopolski i włączył się w działalność konspiracyjną. Od 27 grudnia 1918 w Gnieźnie walczył w powstaniu. Następnie służył w 59 pułku piechoty. Od marca 1920 walczył na wojnie z bolszewikami jako szef oddziału organizacyjno-materiałowego sztabu 15 Dywizji Piechoty. Wyróżnił się 20 i 21 sierpnia pod Brokiem i Komorowem. 24 maja 1921 szef sztabu 15 DP major Jan Pryziński we wniosku na odznaczenie Orderem Virtuti Militari napisał: „21 sierpnia 1920 wysłany został por. Robaszkiewicz do zbadania sytuacji z Ostrowa w stronę Komorowa. W drodze napotkał oddziały 60 pp Wlkp., które były w rozwinięciu na Komorowo. Przed tymi były wysunięte małe podjazdy kawaleryjskie. Minąwszy oddziały wtarł por. Robaszkiewicz do Komorowa, gdzie się od ludności cywilnej dowiedział, że bolszewicy znajdują się po drugiej stronie wsi, w koszarach, w których leży około 70 rannych jeńców – Polaków, jeszcze z czasów odwrotu. Ponieważ zachodziła obawa, że bolszewicy w ostatniej chwili się mogli znęcać nad nimi, wziął por. Robaszkiewicz jeden podjazd kawaleryjski z 6 ludźmi i kilku cywilnych, nacierał na bolszewików wyrzucając ich mimo silnego ognia karabinów maszynowych poza Komorowo. Przy tym został jeden żołnierz ranny. Będący w marszu oddział 60 pp Wlkp. i jedna bateria, która nadjechała kłusem, podjęli dalszy pościg biorąc jeszcze kilkunastu jeńców do niewoli i karabinów maszynowych jako zdobycz. Za okazaną szybką orientację, zimną krew, szybkość decyzji, okazane męstwo (...) zasługuje por. Robaszkiewicz w całej pełni na dekorowanie go Orderem Virtuti Militari kl. V”. Wniosek został poparty przez dowódcę 15 DP generała podporucznika Władysława Junga i byłego dowódcę 4 Armii generała porucznika Leonarda Skierskiego.
Po zakończeniu działań wojennych pozostał w sztabie 15 DP na tym samym stanowisku, a jego oddziałem macierzystym był 59 pp. 3 maja 1922 został zweryfikowany w stopniu porucznika ze starszeństwem od 1 czerwca 1919 i 20. lokatą w korpusie oficerów piechoty. W 1923 wrócił do macierzystego pułku w Inowrocławiu. Z dniem 31 grudnia 1923 prezydent RP przeniósł go na własną prośbę do korpusu oficerów rezerwy. Posiadał przydział w rezerwie do 59 pp.
W listopadzie 1925 jako oficer rezerwy został powołany do czynnej służby w 59 pp. W kwietniu 1928 został przeniesiony do 86 pułku piechoty Mołodecznie i przydzielony do III batalionu detaszowanego w Krasnem nad Uszą. W tym samym roku został przemianowany na oficera zawodowego. 2 kwietnia 1929 prezydent RP nadał mu z dniem 1 stycznia 1929 stopień kapitana w korpusie oficerów piechoty i 17. lokatą. 14 marca 1934 został przeniesiony do 63 pułku piechoty w Toruniu na stanowisko dowódcy kompanii. Później został przeniesiony do korpusu oficerów administracji. W marcu 1939 nadal pełnił służbę w 63 pp na stanowisku oficera żywnościowego.
Dostał się do niemieckiej niewoli i został osadzony w Oflagu VII A Murnau (numer jeniecki 1600).
Był żonaty z Heleną z Salaczyńskich (ur. 1893), działaczką niepodległościową, odznaczoną Krzyżem Niepodległości, z którą miał syna Henryka (ur. 1924) i córkę Tomirę (ur. 1926).

## Ordery i odznaczenia
- Krzyż Srebrny Orderu Wojskowego Virtuti Militari nr 4645[1][29]
- Krzyż Niepodległości – 20 lipca 1932 „za pracę w dziele odzyskania niepodległości”[30][2][31]
- Krzyż Walecznych[32][33]
- Medal Pamiątkowy za Wojnę 1918–1921[32]
- Medal Dziesięciolecia Odzyskanej Niepodległości[32]